# هانس بلومنبرگ
هانس بلومنبرگ (به آلمانی: Hans Blumenberg) فیلسوف و اندیشمند آلمانی بود که در سال ۱۹۲۰ در شهر لوبک آلمان به دنیا آمد و در سال ۱۹۹۶ در آلتنبرگ درگذشت.
در لوبک، فرانکفورت و هامبورگ به تحصیل پرداخت. او در این دوران عضو بنیاد پژوهش آلمان و استاد چند دانشگاه آلمانی بود. حوزه‌های کار او فلسفه، تاریخ اندیشه، اسطوره‌شناسی و تاریخ مفاهیم بود. در طول زندگی اش کمتر در مجامع عمومی و رسانه‌ها حاضر شد و ترجیح داد تا از زاویه آثارش شناخته شود. شیوه نگارش او مشابه بسیاری از فیلسوفان آلمانی، بسیار دشوار بود.

## اندیشه
شهرت او بیشتر به واسطه نگارش آثاری دربارهٔ دوران پس از رنسانس اروپایی، ریشه‌ها و گسست عمیق آن نسبت به دوره قرون وسطای اروپاست.
اثر مشهور او «حقانیت عصر جدید» (۱۹۶۶) تحلیلی عمیق از ریشه‌های زایش تفکر و دنیای مدرن و گسست بنیادین آن از تفکر و اندیشه قرون وسطاست. دفاع بلومنبرگ از ایده گسست عصر جدید از قرون وسطا در مقابل متفکرانی چون کارل اشمیت است که معتقد بودند تفکر عصر جدید و مفاهیم مرکزی آن چیزی جز مفاهیم سکولارشده کلام مسیحی نیستند.
بلومنبرگ در مقابل این نظریه پردازان محافظه کار که با چنین تحلیلی اصالت و به تبع آن مشروعیت دنیای مدرن را زیر سؤال می‌برند؛ معتقد است که مفاهیم و عناصر مرکزی عصر جدید در گسستی کامل از مفاهیم و جهان بینی قرون وسطا حاصل شده است. دلیل این گسست در زایش ایده‌ای در مورد انسان و جهان است که از بند و سلطه مفاهیم الهیاتی و گنوستیکی غالب بر قرون وسطی و تفکر مسیحی رها شده است. انسان عصر جدید در سایه رهایی از بدبینی تفکر گنوستیگی و مطلق بینی الهیاتی برای نخستین بار در تاریخ توانسته است بر سرنوشت خود مسلط شود. به نظر بلومنبرگ مشروعیت و حقانیت عصر دقیقاً از همین مؤلفه محوری برمی‌خیزد.
دفاع او از مشروعیت و حقانیت عصر جدید تفکر او را به افرادی چون ارنست کاسیرر نزدیک می‌کند که در در عصر بحران زده نیمه اول قرن بیستم به دفاع از مدرنیته در مقابل افرادی چون فردریش نیچه، اریک وگلین، کارل اشمیت، اسوالد اشپنگلر و بعدها تئودور آدورنو و ماکس هورکهایمر پرداختند. گروه فوق موج گسترده‌ای از نقد و نفی مدرنیته و زیر سؤال بردن مطلوبیت آن را به راه انداختند.
اثر دیگر بلومنبرگ به نام «پیدایش جهان کپرنیکی» (۱۹۷۵) نیز وجه دیگری از این گسست در اندیشه و نگاه انسان جدید به عالم را بررسی می‌کند و می‌کوشد تا نشان دهد که چنین نگرشی به عالم بی‌سابقه و گسستی از گذشته است. بلومنبرگ معتقد است که نگرش کوپرنیکی با تأکید بر بی‌نهایت بودن عالم و کوچک بودن انسان در آن بر خلاف تفکر عصر قدیم راهی را گشوده است که نتیجه آن باور انسان جدید به بی بنیاد بودن عالم، نبود خالق و ذاتی نبودن ارزشهاست. به نظر بلومنبرگ این رویکرد و نگرش به عالم دقیقاً در مقابل آن چیزی است که وی به آن نام «مطلق بینی الهیاتی» را می‌دهد.
«کار بر روی اسطوره» (۱۹۷۹) اثر دیگر بلومنبرگ تفسیری از تاریخ تحول ذهنیت انسانی و تلاش انسانها برای غلبه بر آنچه وی «مطلق العنانی واقعیت» می‌نامد. به نظر وی انسانها در طول تاریخ از طریق خلق شیوه‌های مختلف اندیشیدن کوشیده‌اند تا بر دشواری‌ها و رنج‌های زیستن بر روی زمین و واقعیت سخت آن غلبه کنند و آن را فهم پذیر سازند. ریشه‌های تفکر اسطوره‌ای به عنوان شکلی از تفکر باید در تلاش انسان بر فهم پذیر کردن و غلبه بر طبیعت پیرامونی جستجو شود. در اینجا نیز بلومنبرگ به تفکر ارنست کاسیرر در خصوص اسطوره نزدیک می‌شود.